# Хосе Берраондо
Хосе Анхель Берраондо Інсаусті (ісп. José Ángel Berraondo Insausti; 4 листопада 1878, Сан-Себастьян, Іспанія — 11 квітня 1950, Барселона, Іспанія) — іспанський футболіст, що грав на позиції захисника. По завершенні ігрової кар'єри — тренер.
Виступав, зокрема, за клуб «Реал Мадрид». Чотириразовий володар кубка Іспанії.

## Ігрова кар'єра
У дорослому футболі дебютував 1904 року виступами за команду клубу «Реал Мадрид», кольори якої і захищав протягом усієї своєї кар'єри гравця, що тривала шість років.

## Кар'єра тренера
Розпочав тренерську кар'єру, повернувшись до футболу після невеликої перерви, 1918 року, очоливши тренерський штаб клубу «Реал Сосьєдад».
З 1921 по 1928 роки очолював збірну Іспанії.
Останнім місцем тренерської роботи був клуб «Реал Мадрид», головним тренером команди якого Хосе Берраондо був з 1927 по 1929 рік.

## Досягнення
- Володар кубка Іспанії:

«Реал Мадрид»: 1905, 1906, 1907, 1908